# أكينوري كوساكا
أَكينوري كوساكا (باليابانية: 小阪 昭典) (14 سبتمبر 1975 في فوكوي في اليابان – )؛ هو لاعب كرة قدم ياباني سابق كان يلعب كلاعب وسط.

## وصلات خارجية
- أكينوري كوساكا على موقع رابطة كرة القدم اليابانية للمحترفين (اليابانية)